# (9514) Дейнека
9514 Дейнека — астероид главного пояса, открыт 27 сентября 1973 года. Назван в честь советского художника, Героя Социалистического Труда А. А. Дейнеки.